# Fissidens jungermanniopsis
Fissidens jungermanniopsis är en bladmossart som beskrevs av C. Müller 1879. Fissidens jungermanniopsis ingår i släktet fickmossor, och familjen Fissidentaceae. Inga underarter finns listade i Catalogue of Life.